# Hobgoblin (creatura fantastica)

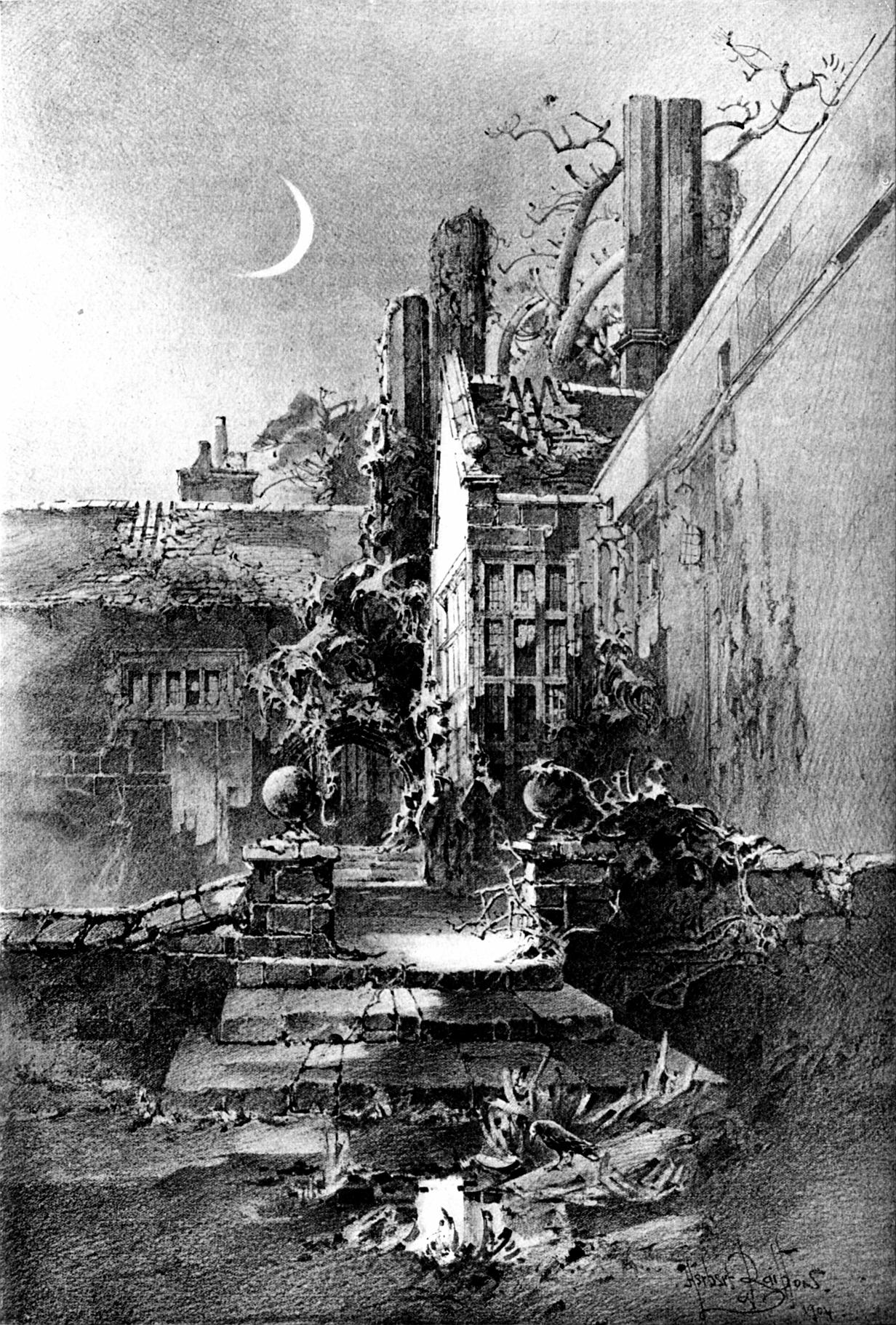
Hobgoblin Hall, William Wordsworth's House, Rydal Mount, 1904

Il termine Hobgoblin è solitamente legato al folklore, in riferimento a goblin particolarmente amichevoli. È una figura ricorrente nelle mitologie di Inghilterra, Islanda, Scozia, Galles, Irlanda e della Penisola scandinava.
La parola pare derivi da 'Robin Goblin', abbreviato in 'hobgoblin', 'hob' o 'lob'. Il nome originale è collegato alla figura folkloristica di Robin Goodfellow, ma è divenuto un termine comune per particolari specie di goblin.

## Gli hobgoblin nel mondo fantasy

### Il Signore degli Anelli
Ne Lo Hobbit, di J. R. R. Tolkien, gli hobgoblin sono una forma più grande, forte e agguerrita dei goblin. Tolkien successivamente sottolineò in una lettera che, attraverso studi più approfonditi sul folklore, è giunto alla conclusione che "[...]la consuetudine che gli hobgoblin erano 'una versione più grossa' dei goblin è esattamente contrario al significato iniziale". Questo errore causò nelle menti dei suoi lettori un concetto errato della creatura originale. Per salvare l'originale indole e significato della parola "Hobgoblin", Tolkien li rinominò come Uruks o Uruk-hai, rimediando così all'errore compiuto.

### I libri diMumin
Ne I racconti di papà Mumin, libro della serie di libri per bambini Mumin ideata dalla scrittrice finlandese Tove Jansson, gli hobgoblin sono strane creature magiche; perfino il loro cappello, quando viene raccolto da altre creature, può compiere azioni magiche in modo completamente indipendente. Nonostante spaventino coloro che non li conoscono, gli hobgoblin non sono altro che creature piuttosto sole e sensibili, che possono esaudire i desideri degli altri ma non i propri - a meno che qualcuno chieda, come desiderio, qualcosa che voglia il mago, per quindi dargli ciò che lui stesso ha creato. In questo caso, "Hobgoblin" sembra più il nome di una creatura piuttosto che di una specie, anche se questo punto è lasciato deliberatamente ambiguo dallo scrittore.
C'è da dire, comunque, che questa creatura è conosciuta come "lo hobgoblin" solo nella traduzione in inglese - nell'edizione originale in lingua svedese, lo hobgoblin è semplicemente menzionato come "trollmannen" ("lo Stregone") e le sue specie non sono citate.

### Giochi di ruolo
La creatura comunemente appare nei bestiari di diversi giochi di ruolo fantasy, dove sono ritratti in genere come una versione più grande, forte, intelligente e bellicosa dei loro cugini goblin, ma non importanti nella gerarchia goblinoide come i bugbear.

### Computer e videogiochi
Nel MMORPG RuneScape, gli hobgoblin sono una forma evoluta dei goblin che si sono uniti alle truppe orchesche del dio Bandos.  Sono definiti come più forti dei goblin, ma più deboli degli orchi, e solitamente attaccano dei giocatori deboli.  Solitamente "droppano" delle radici Limpwurt, un importante ingrediente per mescere potenti pozioni.
Nella serie ludica Fable sono piccoli, grassi e sfigurati. Sono chiamati hobbes e sono descritti come stupidi, testardi e problematici. Mangiano carne e dormono sulle rive dei fiumi; lanciano sfere magiche da un bastone o usano armi come martelli e asce. Possono avere la dimensione di un bambino come quella di un uomo grande e grosso. I più deboli e piccoli possono essere evocati dalle ninfe dei boschi, per le quali solitamente lavorano. Vivono solitamente in grotte. Sono i guardiani di una porta demoniaca che sigilla il volere oscuro dell'utilizzatore.
Nella serie di Heroes of Might and Magic, gli hobgoblin sono forme evolute dei goblin, e sono alleati con le città barbare.

### Fumetti
Nei fumetti della Marvel Comics, esiste un personaggio chiamato Hobgoblin, alias Roderick Kingsley, il quale indossa un costume ispirato proprio alla creatura. Si tratta di un nemico dell'Uomo Ragno che ha modificato i costumi e le armi di Goblin per assumere una nuova identità.

## Romanzi
Un romanzo horror-psicologico intitolato Hobgoblin, scritto da John Coyne, narra di un ragazzo che rimane particolarmente influenzato da un gioco di ruolo chiamato Hobgoblin, fino al punto che non riesce a distinguere più la realtà dalla fantasia.